# Elements d'Euclides

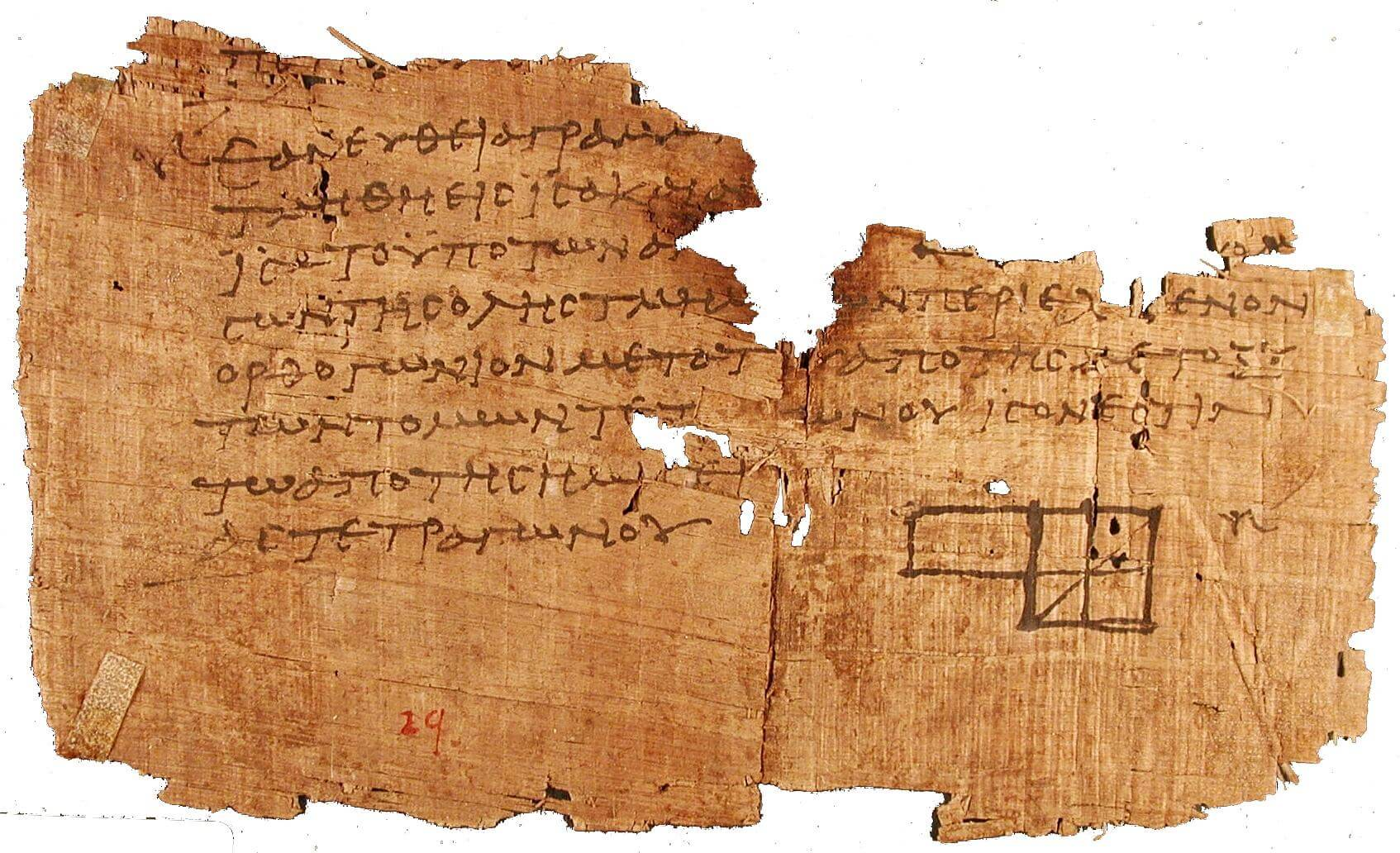
Fragment dEls elements d'Euclides, escrit en papir, trobat al jaciment d'Oxirrinco (Oxyrhynchus), Egipte

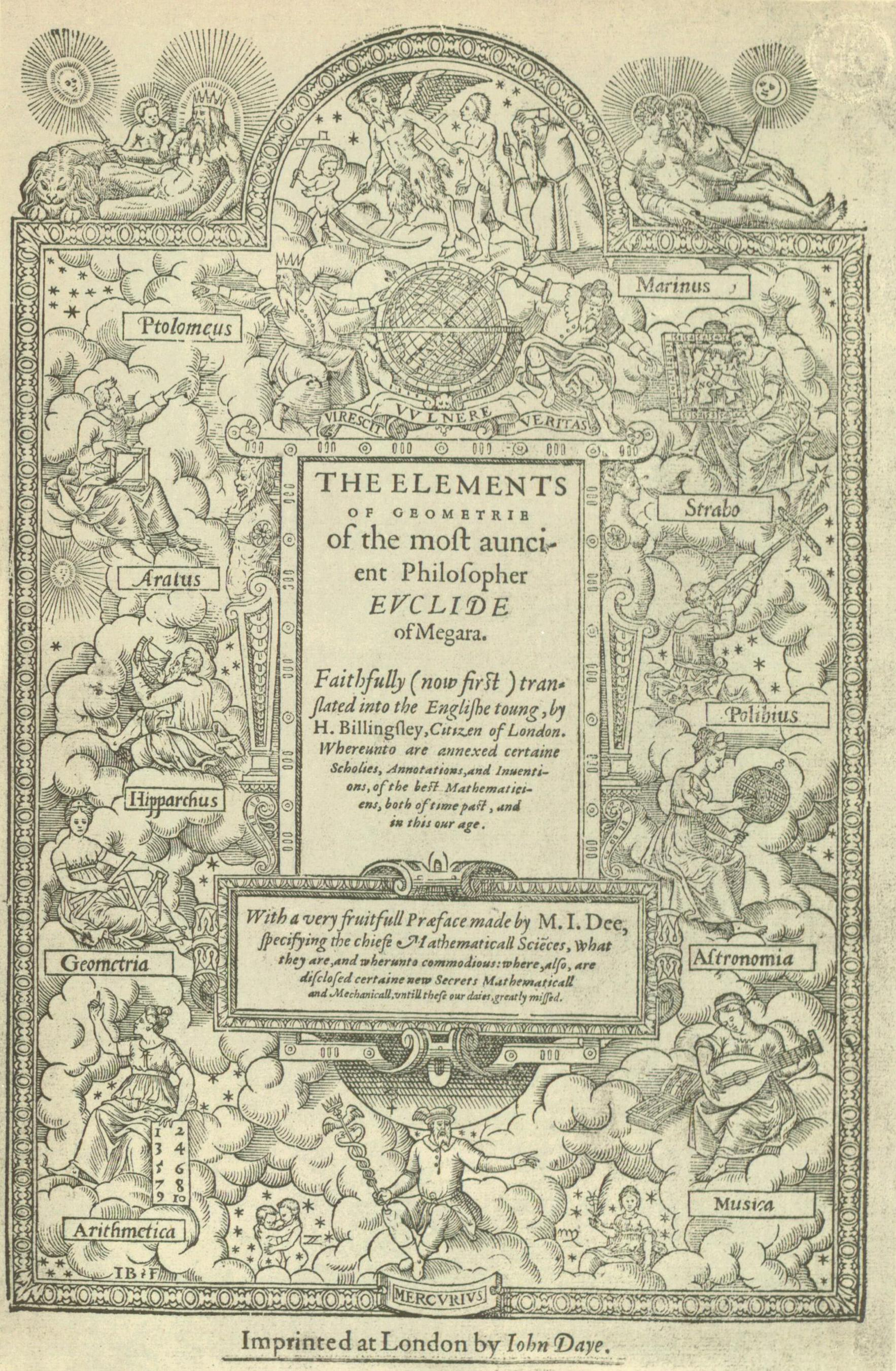
Portada de la primera versió anglesa dels Elements d'Euclides

Els Elements és l'obra més important escrita per Euclides. És un tractat matemàtic que consta de 13 llibres. Cadascun d'ells consta d'una successió de teoremes que parlen de geometria, aritmètica i àlgebra. A vegades, a aquests llibres, s'hi han afegit els volums XIV i XV, que van ser escrits per altres autors, però tenen un contingut similar que s'hi aproxima. Els Elements, tot i ser una obra pròpia d'Euclides, és la recopilació de més de tres segles d'investigacions profundes i detallades (època anomenada edat heroica de les matemàtiques). Els primers Elements van ser escrits per Hipòcrates, i s'hi troben mencionats altres autors.
Aquest llibre ha servit de referència per als creadors de la ciència moderna, ja que indiscutiblement ha influenciat científics com ara Newton, Kant i Galileu, entre d'altres. Les investigacions matemàtiques, sobretot les elementals, han estat recolzades pel sistema d'Euclides, a vegades arribant a imitar la seva forma d'exposició.
A més, un dels aspectes que més es valoren dels Elements és el criteri a l'hora de seleccionar problemes. Euclides no va fer una simple recol·lecció dels fruits que altres autors van conrear, sinó que només selecciona aquells problemes que han estat fonamentals en el desenvolupament de la ciència. No es tracta d'una enciclopèdia amb tots els coneixements matemàtics de l'època, sinó que exposa els fonaments de les matemàtiques en forma d'una teoria perfectament lògica, partint d'un mínim de tesis inicials. En aquest sentit, els Elements suposen el primer antecedent de l'actual mètode de construcció axiomàtica.
D'aquesta gran obra, no es van arribar a fer traduccions a llengües romàniques fins al 1570. Tot i així, un cop es va fer, van aparèixer múltiples traduccions, i enfocades de formes diferents (algunes centrant-se en només un cert nombre de llibres, d'altres centrant-se en el seu contingut...). Val a dir que, després de la Bíblia, els Elements és l'obra que més edicions ha tingut (més de mil) i fou llibre de text en moltes universitats de prestigi.

## Epistemologia delsElements
L'obra està dividida en tretze llibres i tots tenen una estructura similar:
- Una sèrie de definicions al començament de cada capítol (131 en total).
- Cinc axiomes
- Cinc postulats
- 465 proposicions, a les quals es parteix d'un resultat seguit de la seva posterior demostració.

## Definicions delsElements
Les definicions són proposicions a través de les quals l'autor introdueix els conceptes matemàtics, aclarint-los. Aquestes definicions van ser objecte de crítica durant molts anys i foren acusades de poc completes i precises.
Tot i així, ha estat impossible trobar un sistema de definicions més ben elaborat que el dels Elements. Això és degut al sistema d'axiomes que s'empra actualment per a descriure les teories matemàtiques. Aquest en descriu les propietats, i es parteix d'un objecte primari, fet que resulta confús. Els Elements ho fa basant-se en un mètode empíric, pel qual es fa una abstracció d'aquests objectes i es recolza en la tradició de les matemàtiques, de manera que el significat s'expressa de manera clara i taxativa.

## Postulats i axiomes delsElements
La principal diferència entre els axiomes i els postulats és que un axioma és una proposició que per la seva obvietat no cal demostrar, mentre que el postulat necessita aquesta demostració.
Els 5 postulats dels Elements són: 
1. Una recta pot ser traçada entre dos punts qualssevol.
2. El segment d'una recta es pot perllongar indefinidament.
3. Es pot traçar un cercle amb qualsevol centre i radi.
4. Tots els angles rectes són iguals entre si.
5. Si una secant talla dues rectes formant a un costat angles interiors menors a dues rectes, les dues rectes perllongades es tallen en aquest mateix costat (postulat de les paral·leles).

Els cinc axiomes dels Elements són:
1. Coses iguals a una tercera són també iguals entre si.
2. Si a coses iguals s'afegeixen coses iguals, els totals són iguals.
3. Si de coses iguals es resten coses iguals, el residu són coses iguals.
4. Les coses congruents entre si són iguals.
5. El tot és major que la part.

Durant els segles posteriors, s'ha tractat de millorar aquests axiomes i postulats, però sempre amb poca fortuna.
La part que estudia les figures o objectes i les seves proporcions en l'espai en què es compleixen els cinc postulats i axiomes és la geometria euclidiana.

## Contingut delsElements
Segons el seu contingut, els tretze llibres es classifiquen així:
- Els llibres I, III, IV i part del XII són de geometria plana, el XI, XIII i l'altra part del XII són de geometria en l'espai.
- Els llibres II, V, VI i X són d'àlgebra.
- Els llibres VII, VIII i IX són d'aritmètica.

Els quatre primers llibres més els VII, VIII, IX són considerats provinents dels pitagòrics. Els V, VI i XII d'Èudox de Cnidos, el X i el XIII de Teetet i l'XI de l'escola jònica.
El llibre I és molt important per la cura amb la qual es va elaborar. Introdueix les construccions fonamentals, les operacions de segments i angles. Es donen les propietats de triangles, rectangles i paral·lelograms, i se'n fa la respectiva comparació. Estableix l'existència de la paral·lela i demostra teoremes de geometria elemental, concloent amb el teorema de Pitàgores.
Al llibre II, es demostren diverses igualtats algebraiques. També parla de figures regulars, i en dona les característiques (angles i costats iguals) centrant-se sobretot en el pentàgon. Es tracten les relacions de les àrees de figures com el quadrat i el rectangle, formant un sistema per tal d'interpretar igualtats algebraiques i per a la resolució de problemes d'equacions quadràtiques.
Els llibres III i IV parlen de la geometria del cercle. El III es basa en les seves propietats i les de la circumferència, de les cordes, tangents, angles centrats i inscrits.
El IV se centra en les propietats dels polígons regulars inscrits a la circumferència de 3, 4, 5 i 6 costats, és a dir, en l'espai. L'última proposició demostra com inscriure un polígon regular de 15 costats en una circumferència.
Al llibre V s'elabora una teoria de magnituds, en la qual intervé Èudox. Tracta de les relacions entre magnituds i és aplicable tant a nombres com a segments. Després de la introducció de les relacions, les seves igualtats i desigualtats, es demostren altres propietats elementals de les operacions matemàtiques.
També cal comentar que es reflecteix la limitació dels segments commensurables i estableix teoremes per als incommensurables.
Al llibre VI es prossegueix el desenvolupament de l'àlgebra i es resol l'equació de segon grau. En aquest, també es demostren els teoremes sobre les relacions entre les àrees dels rectangles i paral·lelograms amb una altura comuna. També parla de la proporcionalitat entre dos segments paral·lels que tallen un angle.
Els llibres VII-IX parlen principalment dels nombres naturals. Aquests són representats per Euclides com una relació entre nombres enters. Alhora, aquests són considerats col·leccions d'unitats. D'aquests llibres, considerats com els aritmètics, se'n perceben els principis fonamentals de la matemàtica pitagòrica. Es demostra que la seqüència de nombres primers és infinita. També hi apareix l'algorisme per a trobar el màxim comú divisor d'un nombre.
El llibre X és el més llarg de tots, amb 115 proposicions. Algunes d'aquestes parlen dels nombres irracionals i es posa de manifest el desconeixement de la divisió entre reals i imaginaris (arrels quadrades de nombres negatius, per exemple). Apareix el mètode per a donar un nombre infinit de ternes pitagòriques i el criteri de commensurabilitat de dues magnituds. S'exposen les irracionalitats quadràtiques i biquadràtiques.
El llibre XI parla de geometria en l'espai (estereometria), amb un gran nombre de definicions per a introduir el terme d'estereometria i una sèrie de teoremes sobre la posició relativa de rectes i plans en l'espai.
El llibre XII consta de 18 proposicions que parlen de les àrees i volums elementals, tasca per a la qual van necessitar el mètode d'exhaustió d'Èudox. També es troba la relació entre els volums dels diferents cossos elementals (piràmides, cilindres, cons i esferes).
El llibre XIII conclou amb la construcció dels 5 políedres regulars (tetraedre, poliedre, octaedre, dodecaedre i icosàedre) i amb la seva inscripció a l'esfera, demostrant posteriorment que són els únics existents.

## Tipus de problemes
Els problemes que apareixen en el llibre poden classificar-se en tres grups segons les eines i figures que calen en la seva resolució.
Plans: són aquells tals que, per arribar-ne a la solució, només cal usar regle i compàs, és a dir, l'ús de figures elementals.
Sòlids: els problemes sòlids suposen l'ús de seccions còniques (el·lipses, paràboles, hipèrboles).
Lineals: requereixen corbes més complicades (espirals, per exemple).

## Proposicions
Les proposicions són les demostracions que es realitzen per comprovar un resultat que s'ha donat al principi d'aquestes. Les proposicions tenen una estructura definida:
1. Enunciat: es presenta allò que s'ha de demostrar, és a dir, el que s'ha de provar del problema o teorema.
2. Exposició: es fa una presentació d'aquest resultat, introduint un exemple del cas donat.
3. Determinació: s'especifica sobre l'objecte o figura de la prova, per referència al cas exposat.
4. Preparació: disposició de construccions i relacions a partir del que es dona i en ordre de l'obtenció del resultat que es proposa.
5. Demostració: derivació de conseqüències sobre la base de coneixements previs.
6. Conclusió: afirmen que s'ha arribat allà on es requeria, encapçalant amb un "per consegüent..." i finalitzant amb un "...com calia demostrar".

Com es pot veure, el seu raonament té unes particularitats. El seu mètode parteix del mètode sintètic. Per a la demostració d'un teorema, es parteix d'una afirmació vàlida. A partir d'aquesta, es desenvolupen conseqüències que ens porten a l'afirmació buscada.
A més, els mètodes de construcció geomètrica (regle i compàs) no s'utilitzen com a mitjans de mesura. Per això, en els Elements no es tracta la mesura de rectes o circumferències, sinó que només se'n tracta la seva relació.
En resum, en l'obra estan inclosos: la geometria elemental, els fonaments de la teoria dels nombres racionals, la teoria general de les relacions entre magnituds i, basada en aquesta, la teoria de les proporcions i la teoria de les irracionalitats quadràtiques i biquadràtiques, elements de l'àlgebra en forma geomètrica i el mètode d'exhaustió.
El desenvolupament lògic dels Elements marca la formació de les teories matemàtiques des de les més simples, com l'àlgebra, fins a les més complexes, com les irracionalitats.
Tot i així, presenta una sèrie de defectes des d'un punt de vista rigorós que dificulten el desenvolupament de les matemàtiques. Per exemple, tota l'exposició de teoremes és geomètrica. Fins i tot, els nombres estan representats com a segments o punts.
Una altra característica és que els únics mitjans de construcció geomètrica eren el regle i el compàs. Això impossibilitava la representació de figures còniques o de corbes i, per tant, no apareixen teories com la secció del con.
Una altra condició desfavorable és la manca d'uns mètodes de càlcul o exemples per facilitar-ne l'enteniment.
Tots aquests trets es poden justificar mitjançant la visió de l'autor. Euclides té certs atributs pitagòrics, cosa que fa que tingui una inclinació ideològica per les matemàtiques, una filosofia idealista que pot definir les altres ciències.

## ElsElementsen el món grec

### Heró
El fet que ell va comentar l'obra es pot inferir de Procle, però també es veu de manera força evident per referències al seu comentari en obres àrabs, i particularment a la menció que an-Naizïrï va fer en la seva versió dels primers deu volums dels Elements. An-Naizïrï escriu que Heró va fer un comentari dels Elements buscant solucionar algunes de les seves dificultats, explicant les obscuritats de la redacció d'Euclides. Algunes notes sobre el seu comentari:
- Heró no admetia més de tres axiomes.
- Fa algunes distincions en casos particulars de les proposicions, especificant com les figures han de ser dibuixades per a esclarir-les.
- Demostracions alternatives. Menció especial a demostracions “sense figura”, que són simplement demostracions algebraiques.
- També s'hi poden trobar afegits i extensions de les proposicions d'Euclides.

### Porfiri
No se sap del tot si va fer un comentari sistemàtic dels Elements. Es dedueix de dues mencions que Procle en fa, en què es mostra que Porfiri fa una anàlisi dels enunciats d'Euclides en què diu que alguns en són difícils i poden portar l'estudiant a error. Algunes notes del seu comentari:
- Tres demostracions alternatives del Llibre I(20), que eviten “produir” un costat del triangle. Les tres s'han associat tant a Heró com a Porfiri, i és probable que la primera fos d'Heró i les altres dues de Porfiri.
- Demostració alternativa en el Llibre I(6).

### Pappos
Procle no fa gaires mencions a Pappos, però tenim altres proves que va fer un comentari dels Elements. En el Fihrist (llibre àrab sobre tot el coneixement què hi havia en àrab a l'època) es menciona que Pappos va fer un comentari fins al desè llibre en dues parts. Algunes notes del seu comentari:
- Demostra que el contrarecíproc del postulat 4 no és cert.
- Comenta que, a més dels axiomes d'Euclides, se’n poden afegir d'altres sobre desiguals afegits a iguals i viceversa.
- Fa una demostració més “bonica” del Llibre I(5).
- Diu que no cal afegir res més al Llibre I(47) del que fa Euclides, però que, a més, amb els comentaris que s'han fet (Pappos i Heró) ja és més que suficient.

## ElsElementsen el món àrab

### Traduccions i comentaris
Els primers manuscrits d'Euclides arriben a partir d'intercanvis amb els romans d'Orient. La versió dels Elements d’al-Hajjaj ibn Yússuf ibn Matar és, si no el primer, un dels primers llibres traduïts del grec a l'àrab. D'acord amb el Fihrist, és traduïda per al-Hajjaj dos cops, el primer amb el nom d'Haruni i el segon Ma’muni, i és aquest més fiable.
El Fihrist diu que l'obra va ser traduïda seguidament per Ishaq ibn Hunayn, i aquesta traducció va ser posteriorment millorada per Thàbit ibn Qurra. La tercera versió d'Euclides en àrab que ens ha arribat és de Nassir-ad-Din at-Tussí, nascut el 1201. La versió d'at-Tusi no és una traducció del text d'Euclides, sinó una reescriptura d'Euclides basada en les traduccions anteriors en àrab. En aquest aspecte, és semblant a la versió en llatí dels Elements feta per Campanus, publicada per primer cop a Venècia el 1482. És evident que les dues versions venien de les traduccions anteriors en àrab, ja que es fa ús de terminologia àrab i no de traduccions directes del grec.
Una de les diferències principals que hi ha entre les versions és la quantitat de proposicions per llibre que s'hi incloïen.
Hi ha algunes diferències clares entre les versions àrabs que també són dignes de mencionar.
Per un costat, la versió d'al-Hajjaj sembla que tingui per objectiu no fer una versió fidedigna de l'original, sinó fer un útil i convenient llibre de text. Una de les característiques d'això és que, a l'hora de fer demostracions, fa referència a quines proposicions i definicions anteriors està fent servir. Cites tant específiques són molt poc freqüents en el text d'Euclides, mentre que al-Hajjaj fa servir amb abundància les frases “per la/les proposició/ns tal i tal”, “que ja ha estat provat” o “com hem ensenyat a fer en la/les proposició/ns tal i tal”, a més de frases més llargues o completes reconstruccions d'alguns elements clau de les demostracions (com poden ser figures geomètriques).
A més, la versió d'al-Hajjaj fa servir exemples numèrics per a esclarir fins on és possible, sobretot en els llibres d'aritmètica i la teoria de la proporció. Alguns d'aquests exemples ja es trobaven en el comentari que an-Nairizi fa de l'obra i, per tant, aquests potser no els fa ell mateix.
Només en casos molt aïllats, hi ha una gran diferència en la formulació de les definicions o els enunciats. En general, el seu objectiu sembla desfer-se de les dificultats i desigualtats de la versió grega fent servir uns mètodes correctes i alhora fent-ne una reproducció fidedigna.
Hi ha punts de contacte curiosos entre les versions d'al-Hajjaj i Thàbit-Ishaq. Per exemple, les definicions i els enunciats de les proposicions són sovint idèntiques paraula a paraula. És probable que això sigui perquè Ishaq va trobar aquestes definicions i enunciats ja establerts en les escoles del seu temps, en què aquestes eren apreses de memòria, i segurament després no va trobar necessitat de canviar-ne la formulació.

### Proposicions
En les versions àrabs d'Euclides, s'ometen diverses proposicions de les edicions que s'havien traduït. A més, les proposicions III(11,12) s'ajunten en una de sola, mentre que algunes altres (X(31,32), XI(31, 34), XIII(1, 2, 3)) les divideix en dues cadascuna.
L'ordre en el qual les proposicions es presenten també canvia.

### Definicions
En àrab, s'ometen les definicions IV(3-7), VII(9 o 10), XI(5-7, 15, 17, 21, 25-28), les definicions VI(2,5) estan malament, a més d'algunes intercanviades incorrectament (se'n necessita l'anterior per a entendre la posterior).
L'ordre d'algunes definicions també canvia.
Lemes i porismes:
Tots són omesos en les versions àrabs, amb l'excepció dels porismes VI(8), VIII2), X(3), però hi ha petits afegits “aquí i allà” que no hi són en les versions gregues.